# کوکوی کوتوله
کوکوی کوتوله (نام علمی: Microdynamis parva) یک گونه کوکو از خانواده کوکویان است. در سردۀ Microdynamis تک‌نماد است.  در گینه نو یافت می‌شود، جایی که زیستگاه طبیعی آن جنگل‌های دشت مرطوب نیمه‌گرمسیری یا جنگل گرمسیری است.  نزدیک‌ترین خویشاوندان آن کوکوسیاه‌های راستین (Eudynamys) هستند. 